# 缸中之脑

認為自己正在划船的桶中之腦

缸中之脑（英語：Brain in a vat），又稱桶中之腦（brain in a jar），是知识论中的一个思想实验，由哲學家希拉里·普特南在《理性、真理和历史》（Reason, Truth, and History）一书中提出。
实验的基础是人所体验到的一切最终都要在大脑中转化为神经信号。假设一个疯子科学家、机器或其他任何意识将一个大脑从人体取出，放入一个裝有营养液的缸里维持着它的生理活性，超级计算机通过神经末梢向大脑传递和原来一样的各种神经电信号，并对于大脑发出的信号给予和平时一样的信号反馈，则大脑所体验到的世界其实是计算机製造的一种模拟现实，則此大腦能否意识到自己生活在虚拟现实之中？
这个思想实验常被引用來论证一些哲学，如知识论、怀疑论、唯我论和主观唯心主义。一个简单的论证如下：因为缸中之脑和头颅中的大脑接收一模一样的信号，而且这是他唯一和环境交流的方式，从大脑中角度来说，它完全无法确定自己是颅中之脑还是缸中之脑。如果是前者，那它的想法是正确的，他确实走在大街上或者在划船。如果是后者，那它就是错误的，它并没有在走路或划船，只是接收到了相同的电信号而已。一个大脑无法知道自己是在颅中还是缸中，因此这世间的一切可能都是虚假的、虚妄的。那么什么是真实？
从生物学的角度讲，个体对于客观存在的认知或判别取决于他所接收的刺激，假设缸中脑生成一系列“测试用”反应用于检测自身的认知，同时“系统”又能及时给予相应的刺激作为回应，此时问题的癥結就不在于缸中脑对于世界的认知，而在于“观察者”自身对于世界的认知。自身存在的客观性被质疑，在一个完全由“刺激”创造的“意识世界”中将形成一个悖论。

## 原型
它有许多思想原型，如莊周夢蝶、印度教的摩耶、柏拉图的“地穴寓言”、笛卡尔的“恶魔”和“我思故我在”。

## 批判
一些懷疑論者會以此命題作出質疑，從而引起論證缸中之腦的存在與不存在性的爭論，對此奧地利哲學家路德维希·维特根斯坦不以爲然：他認爲有些事情基於底層框架性命題，是不應當被質疑的。

## 影響
这一思想影響许多科幻小說、電子遊戲和電影：
- 《駭客任務》
- 《盗梦空间》
- 《源代码》
- 《飞出个未来》
- 《异世奇人》
- 《PSYCHO-PASS》
- 《異塵餘生：新維加斯》